# Avenida San Pablo
La avenida San Pablo es la principal del sector norponiente de Santiago en Chile. Se extiende por las comunas de Santiago, Quinta Normal, Lo Prado y Pudahuel, siendo en estas dos últimas su avenida principal.

## Historia
Esta es una de las calles a partir de las cuales el alarife Pedro de Gamboa trazó las dieciocho manzanas que conformaron Santiago de Nueva Extremadura en 1541. Durante la Colonia, existían dos caminos desde Santiago hacia el puerto de Valparaíso, siendo el primero de estos el llamado «Camino de Chile» y el otro el «Camino de las Carretas», este último construido durante el siglo XVII. El tránsito por cualquiera de estas dos vías era difícil y agotador, lo cual dejaba en claro la necesidad de la construcción de una nueva vía más moderna y directa para facilitar el tránsito entre ambas ciudades.

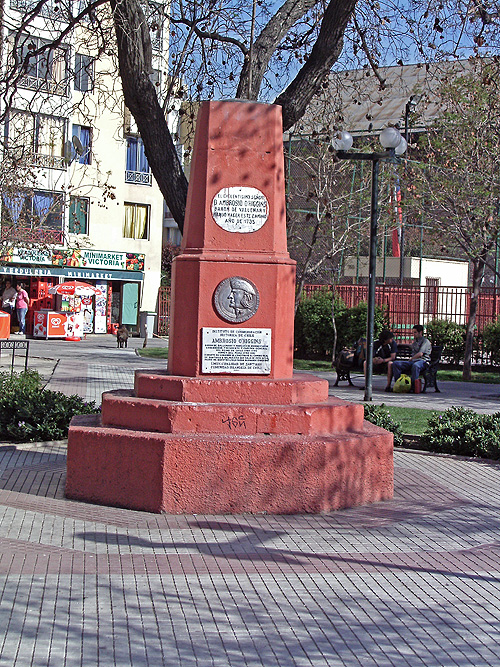
Pirámide del Camino de San Pablo, monumento que conmemora la construcción del camino.

El Camino Real de la Costa fue la solución que proveyó el gobernador Ambrosio O'Higgins, trazándolo sobre el antiguo «Sendero de las Cuestas», el cual era utilizado por viajeros y arrieros de mulas o caballos, siendo la construcción del camino encargada al ingeniero José Hidalgo. Hacia el año 1792, la obra ya estaba casi completada y en proceso de empedramiento, estando el camino ya en funcionamiento hacia el año 1794, y habilitado para el tránsito de carruajes en el año 1797. Una vez completado el camino se erigió un monumento para homenajear la obra, instalándose una «pirámide» de ladrillos y cal ubicada en la encrucijada de San Pablo con la Cañada de Saravia o de Negrete, actual avenida Brasil.  Posteriormente, la vía comenzó a ser conocida como «Camino de San Pablo», por el antiguo Colegio Jesuita de San Pablo, construido por la Compañía de Jesús en 1648, y convertido en el Colegio de Naturales tras la expulsión de los jesuitas en 1768.
Durante la Guerra de la Independencia de Chile, en el año 1817, el gobernador Casimiro Marcó del Pont utilizó el camino de San Pablo como vía de escape, mientras las fuerzas independentistas y realistas luchaban de forma encarnizada. El camino de San Pablo tuvo un rol importante durante el período emancipador y los primeros años de la República, al proveer de un pasaje seguro y menos riesgoso que los otros disponibles, en los cuales terminaban las carretas dañadas e incluso causaban la muerte a los animales que realizaban la travesía.
Para mediados del siglo XIX, un núcleo bastante importante de personas se había establecido en este camino, en las cercanías de la actual avenida Matucana y se le conocía como «la Villita» o el Llano de Portales. Posteriormente, la población de la ciudad siguió extendiéndose a lo largo de este eje estructural que pasa a ser la avenida. Con el auge del automóvil durante el siglo XX, se construyó la nueva salida de Santiago, por la actual Ruta 68, con lo cual San Pablo perdió su importancia. Sin embargo, por la extensión ya alcanzada, se convirtió en el eje de estructural de las comunas de Pudahuel y Lo Prado, nacidas a partir de la antigua comuna de Barrancas.
A partir de 1905 circulaba por San Pablo una línea de tranvías de tracción animal entre Matucana y la actual avenida Las Rejas. Dicha línea fue electrificada en 1929, convirtiéndose en el Ferrocarril Eléctrico Santiago Oeste, el cual circuló hasta noviembre de 1964 y fue la última línea de tranvías de Santiago.
En 1975 la avenida retoma importancia con la inauguración de la estación homónima del Metro de Santiago, en el final de la Línea 1. A comienzos de 2010 se inauguró un nuevo tramo de la Línea 5 del metro, que une las comunas de Quinta Normal, Lo Prado, Pudahuel y Maipú. Gran parte de esta extensión pasa por debajo de la Avenida San Pablo, exactamente entre las estaciones Gruta de Lourdes y Pudahuel.

## Trazado
La calle se desarrolla desde el Paseo 21 de Mayo, tres calles al norte de la Plaza de Armas, y continúa hacia el poniente hasta el cruce de la Avenida Américo Vespucio con la Ruta 68, a unos cinco minutos en automóvil del Aeropuerto de Santiago.

## Puntos de interés

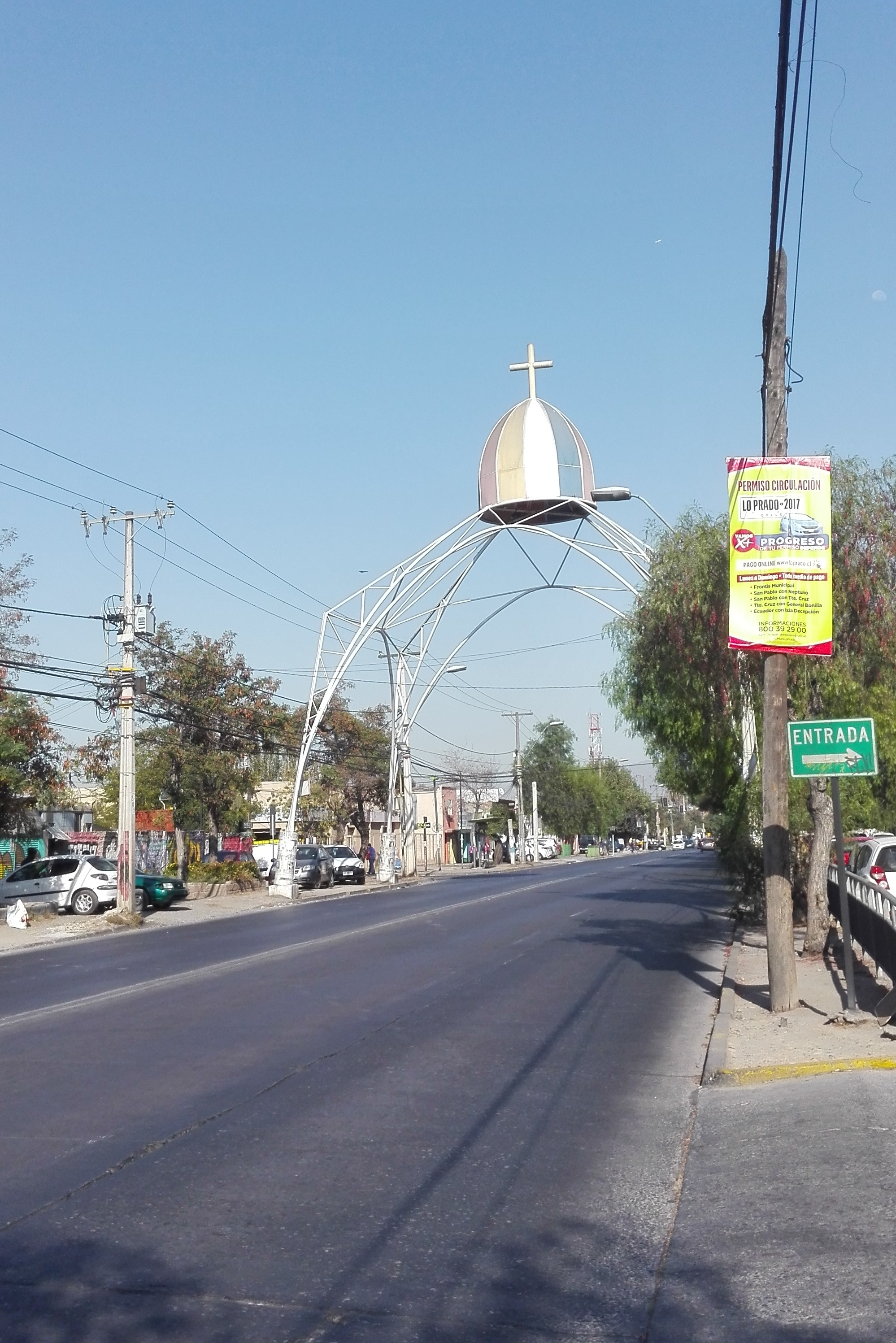
Arco en la avenida San Pablo, construido por la visita de Juan Pablo II en 1987.

- Mercado Central: antiguo punto de aprovisionamiento de los habitantes de la ciudad, actual punto gastronómico, en especial pescados y mariscos. El edificio además es Monumento Nacional.
- En la esquina suroriente con la Autopista Central se ubica el Teatro Teletón.
- Cruzando la Autopista Central, se entra al Barrio Brasil, zona de abundantes restaurantes que se originó a partir del Barrio Yungay.
- En la esquina con Almirante Barroso, se emplaza actualmente la Pirámide del Camino de San Pablo, originalmente erigida en la intersección con la Avenida Brasil.
- En la esquina con Matucana se ubica la panadería San Camilo, una de las más antiguas, si es que no es la más antigua de la ciudad, que funciona desde 1884, cuenta con un Salón de Té para poder degustar los dulces y postres que se preparan en el local.
- En la comuna de Lo Prado, sobre la avenida, hay un arco metálico con una cruz, construido en 1987, honrando la visita al país del papa Juan Pablo II, quien transitó por esta avenida.[2]
- En la intersección con la avenida Teniente Luis Cruz Martínez, un par de cuadras hacia el norte, se instala la feria Persa Teniente Cruz, donde se puede encontrar ropa, abarrotes, antigüedades, entre otros productos.